# Heide und Moorwald am Filzteich
Das Naturschutzgebiet Heide und Moorwald am Filzteich liegt im Landkreis Zwickau in Sachsen. Es erstreckt sich nordöstlich von Lichtenau, einem Ortsteil der Gemeinde Stützengrün. Unweit südöstlich des Gebietes verläuft die B 169.

## Bedeutung
Das 314 ha große Gebiet mit der NSG-Nr. C 72 wurde am 15. Februar 2010 unter Naturschutz gestellt.

Das Naturschutzgebiet Heide und Moorwald am Filzteich
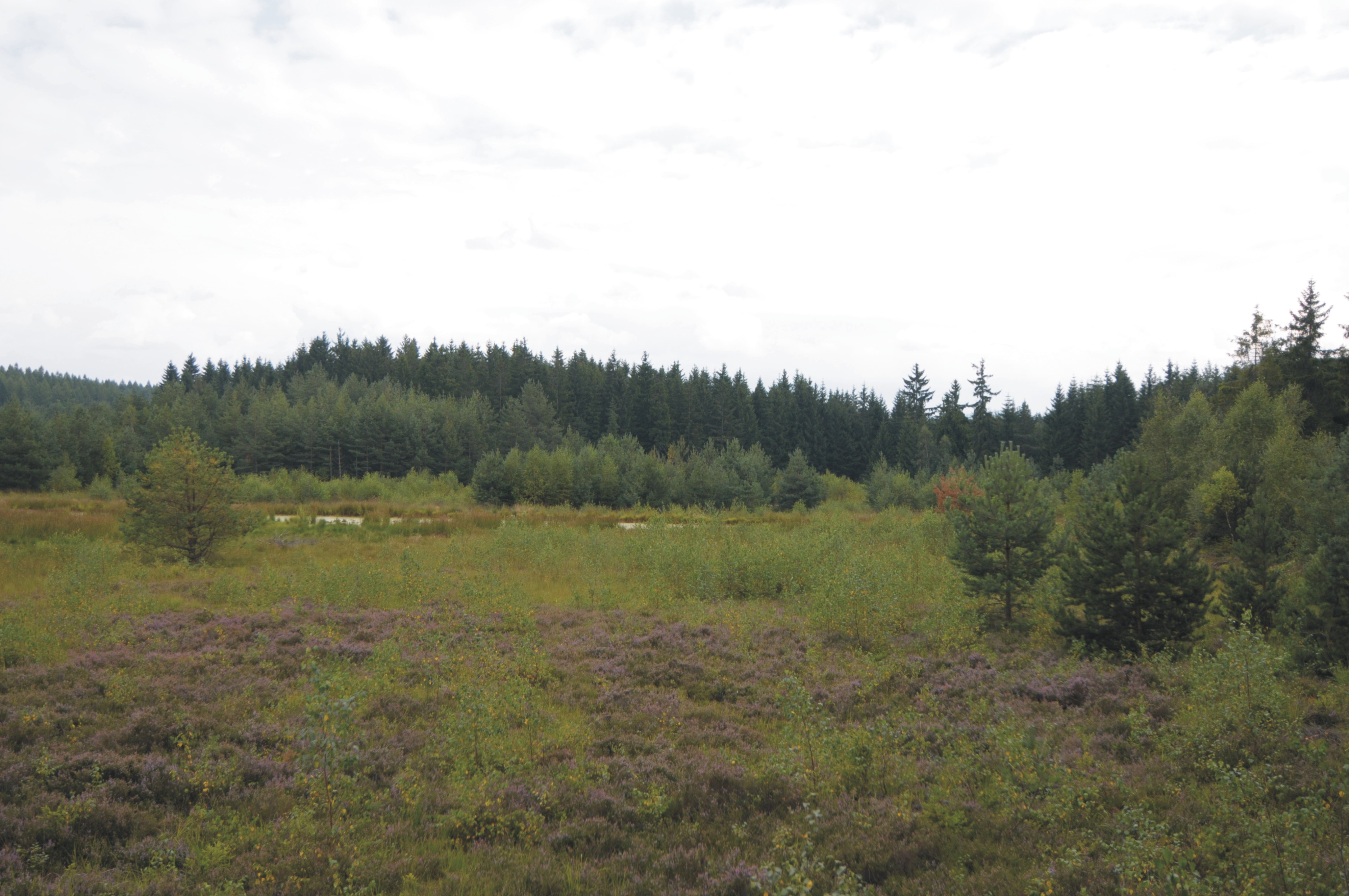
Bereich der ehemaligen Torfgewinnung
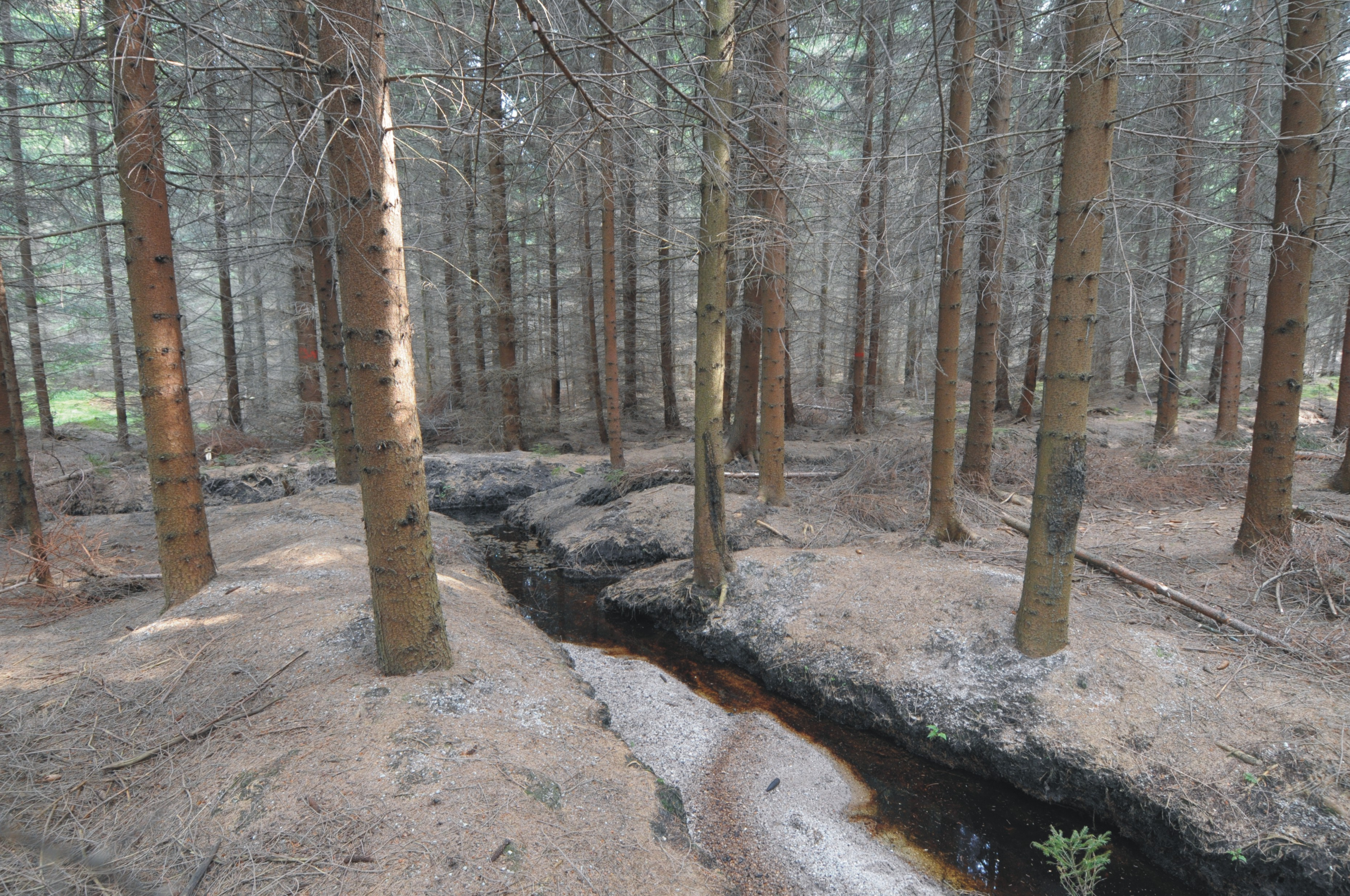
Entwässerungsgraben
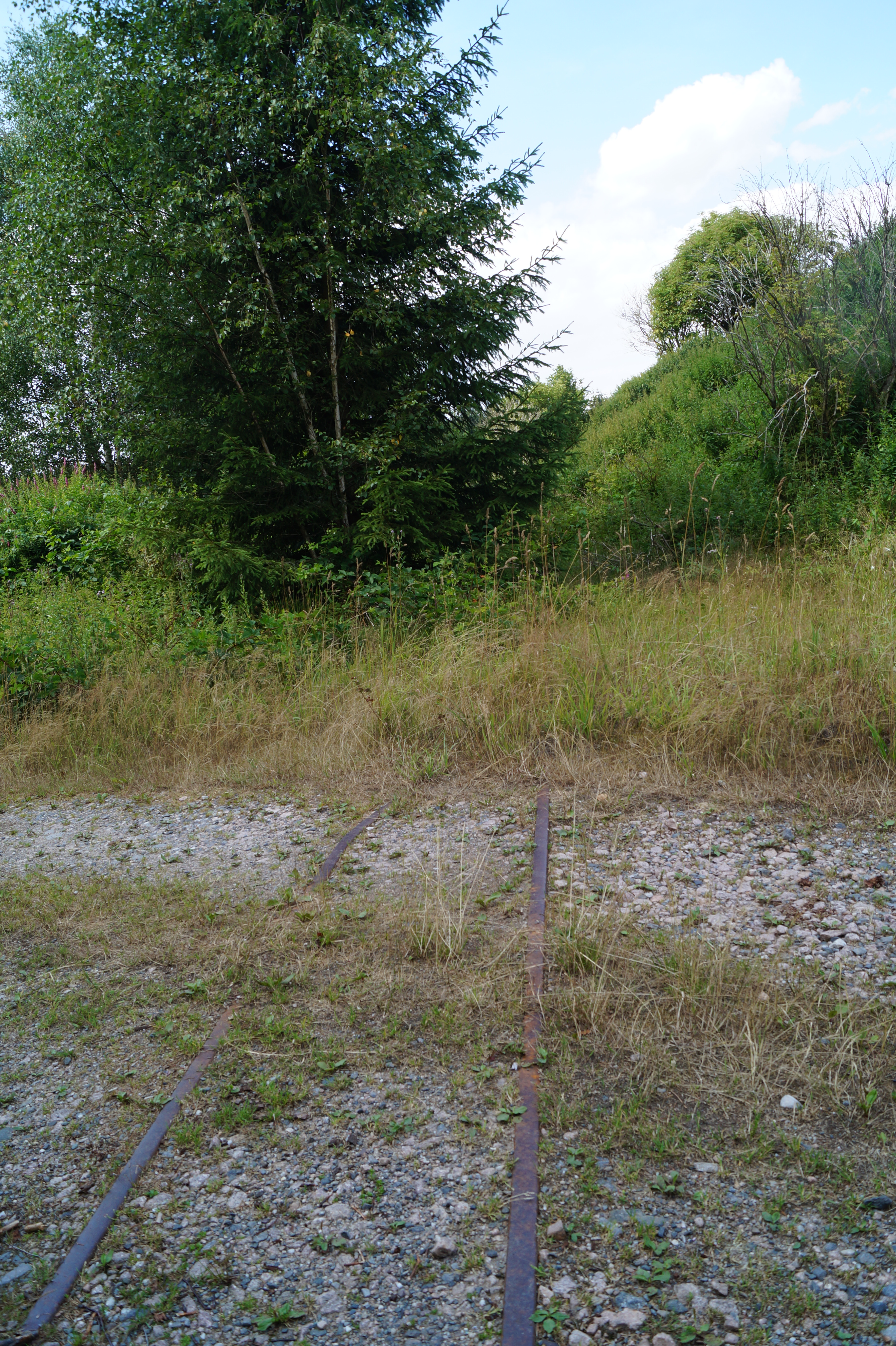
Stillgelegte Torfbahn Jahnsgrün